# San Juan de Arama
San Juan de Arama è un comune della Colombia facente parte del dipartimento di Meta.
Il centro abitato venne fondato da Jorge Spira nel 1537, mentre l'istituzione del comune è del 17 novembre 1966.